# 卡瓦拉专区
卡瓦拉专区（希臘語：Περιφερειακή ενότητα Καβάλας），是希腊东马其顿和色雷斯大区的一个专区。首府为卡瓦拉。专区面积为1,728平方公里，2011年人口数量为124,917人。

## 行政
在2011年卡利克拉提斯改革方案中，希腊所有州份被取消。原卡瓦拉州在除去萨索斯岛之外设立为卡瓦拉专区。卡瓦拉专区下分为3个市镇（括号内为地图中的数字）：
- 卡瓦拉（1）
- 奈斯托斯（2）
- 潘盖翁（3）